# Дрожджак
Дрожджак (пол. Drożdżak) — село в Польщі, у гміні Кшивда Луківського повіту Люблінського воєводства.
Населення — 408 осіб (2011).
У 1975-1998 роках село належало до Седлецького воєводства.

## Демографія
Демографічна структура станом на 31 березня 2011 року:
|          | Загалом | Допрацездатний вік | Працездатний вік | Постпрацездатний вік |
| -------- | ------- | ------------------ | ---------------- | -------------------- |
| Чоловіки | 210     | 47                 | 139              | 24                   |
| Жінки    | 198     | 42                 | 111              | 45                   |
| Разом    | 408     | 89                 | 250              | 69                   |